# Cartelle
Cartelle ist eine spanische Gemeinde (Concello) mit 2.500 Einwohnern (Stand: 2024) in der Provinz Ourense der Autonomen Gemeinschaft Galicien.

## Geografie
Cartelle liegt westlichen Teil der Provinz Ourense ca. 20 Kilometer südwestlich der Provinzhauptstadt Ourense.
Umgeben wird Cartelle von den acht Nachbargemeinden:
| Castrelo de Miño | Toén                                        | Barbadás |
| A Arnoia         | Kompassrose, die auf Nachbargemeinden zeigt | A Merca  |
| Gomesende        | Ramirás                                     | Celanova |

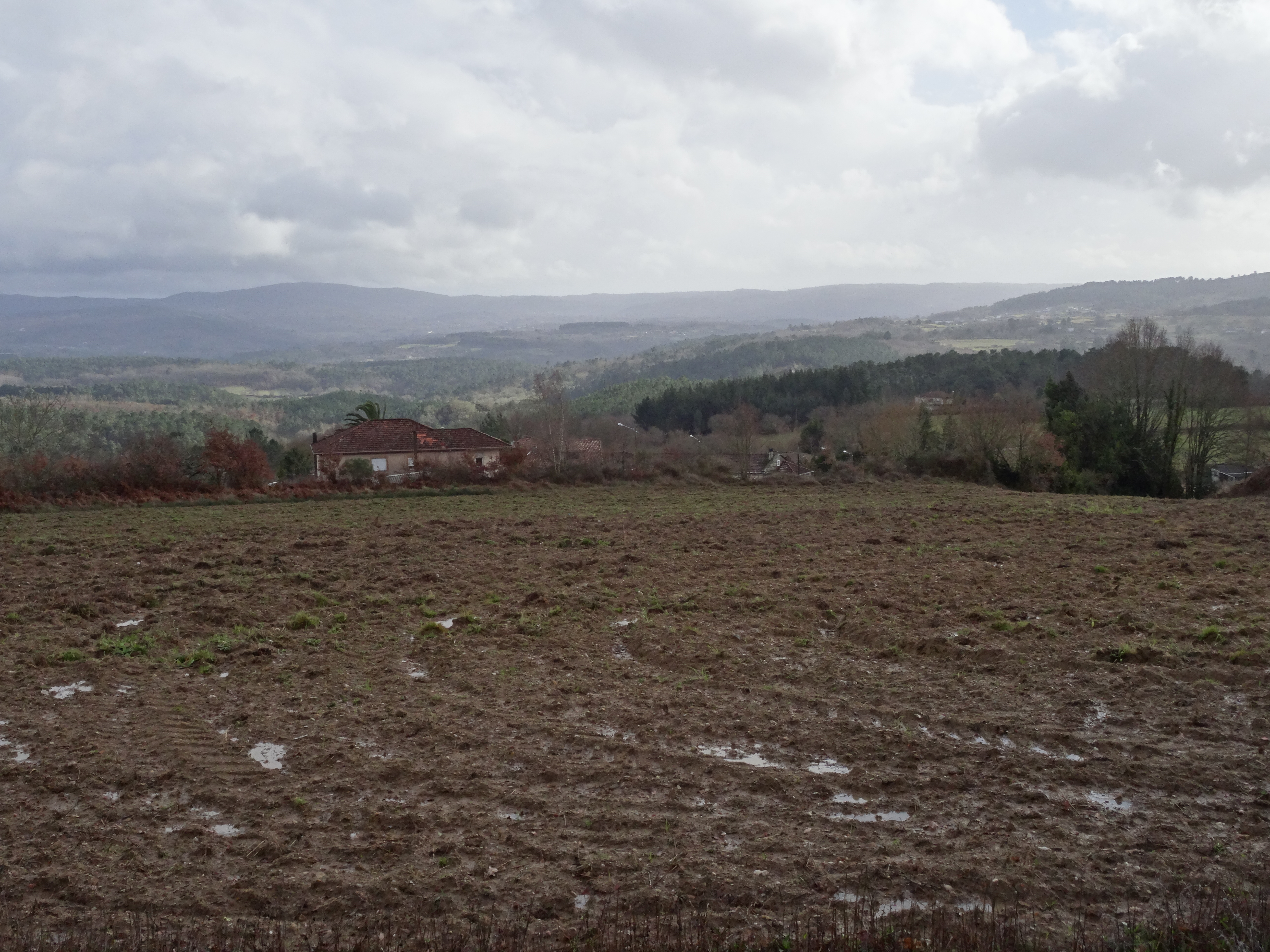
Landschaft in der Parroquia Espiñoso

Die Gemeinde Cartelle fällt in das südwestliche Ende der Ourense-Senke, die eine breite Zwischenstufe zwischen dem Miño-Tal im Norden und dem Hochland im Süden der Provinz bildet.
Der Fluss Río Arnoia, ein linker Nebenfluss des Río Miño, bildet die natürliche Grenze zu den südlichen Nachbargemeinden Gomesende, Ramirás und abschnittsweise auch Celanova.
Das Gebiet ist eine Erosionsfläche, die sich zwischen den höchsten Höhen entwickelt hat, die sich im äußersten Nordwesten befinden, Couto de Novelle mit 718 m und Nordosten Alto do Castro mit 635 m. Im Süden ist das Arnoia-Tal die grundlegende geografische Einheit, zu der zahlreiche Nebenflüsse fließen.
Es ist ein schieferiges und wechselhaftes Gelände, daher sind die Erosionsprozesse in der Landschaft offensichtlich. Die Fülle an Wasserläufen wird durch eine Vielzahl von Hügeln und sanften Hügeln ergänzt, die über das gesamte Gebiet verteilt sind.
Das Gebiet ist zum größten Teil von einer Waldbedeckung aus Nadelbäumen bedeckt. In der Mitte wechseln sich kleine Inseln mit Ackerland und Weideland ab, die in vielen Fällen die wichtigsten Bevölkerungszentren umgeben.

## Klima
|                        | Jan | Feb  | Mär  | Apr  | Mai  | Jun  | Jul  | Aug  | Sep  | Okt  | Nov  | Dez  |   |      |
| Mittl. Temperatur (°C) | 5,8 | 6,2  | 8,6  | 10,5 | 13,3 | 17,1 | 18,9 | 19,3 | 17,4 | 13,5 | 8,5  | 6,3  | ⌀ | 12,1 |
| Mittl. Tagesmax. (°C)  | 9,7 | 10,8 | 13,4 | 15,3 | 18,2 | 22,2 | 24,4 | 25,1 | 23   | 18   | 12,4 | 10,5 | ⌀ | 16,9 |
| Mittl. Tagesmin. (°C)  | 2,1 | 1,9  | 3,8  | 5,5  | 8,2  | 11,7 | 13,4 | 13,7 | 12,1 | 9,2  | 4,9  | 2,6  | ⌀ | 7,5  |
|                        |     |      |      |      |      |      |      |      |      |      |      |      |   |      |
| Niederschlag (mm)      | 135 | 97   | 100  | 107  | 91   | 50   | 30   | 34   | 62   | 139  | 141  | 135  | Σ | 1121 |
|                        |     |      |      |      |      |      |      |      |      |      |      |      |   |      |
| Sonnenstunden (h/d)    | 3,7 | 4,9  | 5,9  | 6,7  | 7,7  | 8,6  | 8,8  | 8,8  | 8,0  | 6,0  | 4,2  | 3,9  | ⌀ | 6,4  |
|                        |     |      |      |      |      |      |      |      |      |      |      |      |   |      |
| Regentage (d)          | 10  | 8    | 8    | 10   | 10   | 6    | 4    | 5    | 6    | 9    | 11   | 9    | Σ | 96   |
|                        |     |      |      |      |      |      |      |      |      |      |      |      |   |      |
| Luftfeuchtigkeit (%)   | 87  | 82   | 78   | 78   | 77   | 73   | 70   | 68   | 70   | 80   | 85   | 86   | ⌀ | 77,8 |

| 2,1 |

| 1,9 |

| 3,8 |

| 5,5 |

| 8,2 |

| 11,7 |

| 13,4 |

| 13,7 |

| 12,1 |

| 9,2 |

| 4,9 |

| 2,6 |

| 2,1 |

| 1,9 |

| 3,8 |

| 5,5 |

| 8,2 |

| 11,7 |

| 13,4 |

| 13,7 |

| 12,1 |

| 9,2 |

| 4,9 |

| 2,6 |

Das Klima zeichnet sich durch mäßig warme Sommer und milde Winter aus. 49 % der Niederschläge fallen in den vier Monaten Oktober bis Januar. Der November ist der feuchteste Monat des Jahres und mehr als viermal so niederschlagsreich wie der Juli, der trockenste Monat des Jahres. Die Anzahl der Regentage und die Niederschlagsmengen nehmen in den Sommermonaten Juni bis September deutlich ab. Das Klima ist als Mittelmeerklima (Csb-Klima) nach Köppen und Geiger klassifiziert.

## Bevölkerungsentwicklung der Gemeinde
Quelle: INE-Archiv – grafische Aufarbeitung für Wikipedia
Nach einem Anwachsen der Gemeindegröße auf über 8500 Einwohner um 1950 sank die Zahl der Bevölkerung in der Folgezeit bis unter 3000. Ein besonders markanter Rückgang ist zwischen 1970 und 1981 zu verzeichnen, als die Gemeinde in dieser Dekade fast 30 % ihrer Bevölkerung verlor.
| Männer | Alterstufe | Frauen |
| ------ | ---------- | ------ |
| 3      | 100+       | 4      |
| 4      | 95–99      | 15     |
| 32     | 90–94      | 63     |
| 57     | 85–89      | 144    |
| 90     | 80–84      | 108    |
| 108    | 75–79      | 118    |
| 113    | 70–74      | 113    |
| 106    | 65–69      | 113    |
| 92     | 60–64      | 82     |
| 92     | 55–59      | 70     |
| 94     | 50–54      | 81     |
| 95     | 45–49      | 69     |
| 91     | 40–44      | 65     |
| 66     | 35–39      | 59     |
| 47     | 30–34      | 47     |
| 50     | 25–29      | 38     |
| 33     | 20–24      | 25     |
| 26     | 15–19      | 31     |
| 29     | 10–14      | 22     |
| 17     | 5–9        | 19     |
| 20     | 0–4        | 19     |

Am 1. Januar 2021 waren ca. 47 % der Bevölkerung (rund 52 % der Männer, rund 41 % der Frauen) im erwerbsfähigen Alter (20–64), während dieser Wert für ganz Spanien ca. 61 % betrug.
Eine erhebliche und fortschreitende Überalterung der Bevölkerung der Gemeinde zeigt folgende Tabelle, bei der das Verhältnis von Gruppen von älteren Personen mit Gruppen von Personen der jüngeren Generation verglichen wird:
| Alter | Anzahl Personen | Alter | Anzahl Personen | Provinz | Galicien | Spanien |
| ----- | --------------- | ----- | --------------- | ------- | -------- | ------- |
| 60–64 | 100             | 20–24 | 33              | 51      | 58       | 79      |
| 55–59 | 100             | 15–19 | 35              | 49      | 57       | 71      |
| 50–54 | 100             | 10–14 | 29              | 50      | 56       | 68      |

## Gemeindegliederung
Die Gemeinde Cartelle ist in zwölf Parroquias gegliedert:
| Parroquias         | Patrozinium                | Einwohner 2024 | Fläche km² | Dichte Einw./km² | Höhe msnm | Ortskennzahl |
| ------------------ | -------------------------- | -------------- | ---------- | ---------------- | --------- | ------------ |
| Anfeoz             | Santa Baia                 | 201            | 9,42       | 21               | 404       | 32020010000  |
| Cartelle           | Santa María                | 396            | 18,43      | 21               | 364       | 32020020000  |
| Couxil             | Santa María                | 78             | 2,27       | 34               | 411       | 32020030000  |
| Espiñoso           | San Miguel                 | 187            | 5,82       | 32               | 441       | 32020040000  |
| As Marabillas      | Nosa Señora das Marabillas | 289            | 7,15       | 40               | 430       | 32020050000  |
| O Mundil           | Santa María                | 482            | 8,69       | 55               | 341       | 32020060000  |
| Penela             | Santiago                   | 37             | 2,74       | 14               | 402       | 32020070000  |
| Sabucedo de Montes | San Pedro                  | 228            | 12,15      | 19               | 395       | 32020080000  |
| Sande              | San Salvador               | 187            | 6,58       | 28               | 408       | 32020090000  |
| San Tomé           | Santa María                | 110            | 4,64       | 24               | 404       | 32020100000  |
| As Seixadas        | San Xoán                   | 224            | 10,50      | 21               | 453       | 32020110000  |
| Vilar de Vacas     | Santa María                | 102            | 5,91       | 17               | 352       | 32020120000  |

Der Sitz der Gemeinde befindet sich in Outomuro.

## Geschichte
Das Benediktinerkloster von Celanova und andere Klöstern übten großen Einfluss auf Cartelle aus und waren im Mittelalter die Motoren der Wirtschaft des ländlichen Galiziens. Die Gerichtsbarkeit des Klosters erstreckte sich über die gesamte Region und große Gebiete der Provinz und darüber hinaus und gründete Priorate, die Einnahmen sammelten.
In der Gegend um den Miño regten die Mönche den Weinbau an. Beweis seines Einflusses sind die Ruinen der alten Burg von Sande, die im 12. Jahrhundert von Alfons VII. an das Kloster abgetreten wurde. Der Abt des Klosters sammelte mehrere Titel, Graf von Bande, Marquis de la Torre de Sande und Kaplan des Königshauses.

## Sehenswürdigkeiten
| Name                                      | Bemerkungen | Bild |
| ----------------------------------------- | --- | ---- |
| Kirche das Marabillas                     | Hier findet einer der wichtigsten Feste zu Ehren Marias in der Provinz Ourense statt. Die barocke Kirche ist sehr schlicht. Die Hauptfassade wird von aufgesetzten Pilastern eingerahmt, die das einzige Zierelement darstellen. Über der Tür befindet sich ein einfacher Giebel mit angedeuteten Voluten, in deren Mitte sich eine Nische mit der Darstellung der Jungfrau befindet. Im mittleren Teil erhebt sich der Glockenturm mit zwei Ebenen und Strebepfeilern, dessen vertikaler Schub dazu beiträgt, die Fassade dynamischer zu machen. Sein Inneres zeichnet sich durch seine Schlichtheit aus. |      |
| Pfarrkirche de Sabucedo dos Montes        | Erbaut zwischen 1895 und 1924. Nach Ansicht vieler Experten ist das Gewölbe ein Beispiel für den neugotischen Stil. |      |
| Pfarrkirche San Miguel de Espiñoso        | Barockkirche, 1749 erbaut und 1780 erweitert. Ihr Körper ist mit einer Zementkonstruktion bedeckt, die die alte Holzverkleidung ersetzt. Die Hauptkapelle hat ein Sternenrippengewölbe. Die Fassade endet mit einem Glockenturm und dem Wappen der Zúñigas und Biedamas. Die pflanzliche Verzierung und die Lilien in den unteren Teilen der stilisierten Kapitelle der Pilaster flankieren die Eingangstür. Im Inneren sind ein klassizistischer Hauptaltar sowie zwei Seitenaltäre, ein neugotischer mit Reliefs aus dem 18. Jahrhundert und ein weiterer aus dem 19. und 20. Jahrhundert, erhalten. |      |
| Pfarrkirche San Salvador de Sande         | Gebäude mit einem einzigen Schiff, das in vier Jochen unterteilt ist, die durch Rundbögen mit äußeren Strebepfeilern und einer individuellen Hauptkapelle mit Zugang durch einen Rundbogen getrennt sind. Bis zum letzten Umbau war das Kirchenschiff von einer interessanten Kassettendecke bedeckt. Außen an der Nordwand befindet sich eine reich verzierte Seitentür. Die Fassade, die einen einteiligen Turm mit einer Balustrade hat, ermöglicht den Zugang zur Kirche durch eine Tür zwischen Pilastern, die durch Zierleisten mit unterbrochenen Linien hervorgehoben wird. Über dem Eingang befindet sich ein Tympanon, gefolgt von einem Fenster, das die Sakristei beleuchtet. Im Inneren sticht der Hauptaltar von Francisco de Castro Canseco aus dem ersten Viertel des 18. Jahrhunderts hervor. |      |
| Pfarrkirche Santa Baia de Anfeoz          | Kirche im Barockstil, die einst zum Kloster Celanova gehörte. Das herausragende Äußere ist ihr schlanker Glockenturm. Die Kirche ist mit einer auffälligen Steinmauer abgeschlossen. Zum Eingangsportal gelangt man über eine Treppe, flankiert von zwei Flurkreuzen. |      |
| Pfarrkirche Santa Baia de Cartelle        | Die aus dem 18. Jahrhundert stammende Kirche hat einen basilikalen Grundriss mit drei Schiffen und ebenso vielen Türen an der Hauptfassade. Im Inneren sticht ein interessantes barockes Altarbild hervor. Die Kirche gehörte den Templern und stand unter der Gerichtsbarkeit von Quiroga in der heutigen Provinz Lugo. |      |
| Pfarrkirche Santa Baia de Couxil          | Kirche aus dem 18. Jahrhundert mit Holzdach und schlichter Fassade mit zweiteiligem Glockengiebel. Außerhalb der Kirche und gegen Ende der rechten Seite befindet sich hinter der Sakristei ein römischer Altar mit in das Gebäude eingelassenen Inschriften. |      |
| Pfarrkirche Santa María de Mundil         | Hervorzuheben ist die barocke Fassade mit einem Glockenturm neben der Hauptfassade. Er ist in drei Ebenen gegliedert, die durch Balustraden voneinander getrennt sind. Die Hauptfassade hat einen besonderen Giebel, dessen geschwungene Formen zur Verzierung des Gebäudes beitragen. |      |
| Pfarrkirche Santa María de Vilar de Vacas | Kirche aus dem 18. Jahrhundert. Seit 1718 wurde die Pfarrei gegründet, die „Nosa Señora da Compaixón“ (deutsch Unserer Lieben Frau des Mitgefühls) gewidmet war. Später wurde die Kirche im 19. Jahrhundert neu gebaut. Von außen ist sie eine einfache Konstruktion, die in einem Glockenturm endet. Im Inneren, ganz mit Holz verkleidet, sticht der Hauptaltar hervor, ein barockes Werk aus der zweiten Hälfte des 18. Jahrhunderts. |      |
| Pfarrkirche Santiago de Penela            | Das Datum der Errichtung der Kirche ist unbekannt. Ihre Fassade ist mit einem Glockenturm abgeschlossenen. Ihr Inneres besitzt eine Holzabdeckung. Hervorzuheben ist der barocke Hauptaltar aus dem Ende des 18. Jahrhunderts. Die seitlichen Altarbilder sind mit zwei kleinen Bildern des Simon Petrus eingebettet, die durch ihre Größe auffallen. Beide sind barocke Werke aus der zweiten Hälfte des 17. Jahrhunderts. |      |
| Burgruine Sande                           | Im Westen der Gemeinde in der Nähe des Flusses Arnoia gelegen, von wo aus man einen herrlichen Blick auf die von diesem Fluss gebildeten Schluchten hat, war es der Sitz einer Gerichtsbarkeit, die mehrere Pfarreien in der Gegend umfasste. Sie wurde 1141 von Alfons VII. dem Kloster von Celanova geschenkt. Es handelte sich um eine mittelalterliche Festung, die speziell für die Überwachung und Verteidigung der Ländereien unter ihrer Gerichtsbarkeit konzipiert wurde und eines der wichtigsten Zeugnisse der existierenden Militärarchitektur darstellt in der Region, was ihre Bedeutung im Mittelalter während der Kämpfe zwischen Spanien und Portugal bezeugt. Derzeit steht noch ein rechteckiger Turm, der 1949 zum Bien de Interés Cultural erklärt wurde. Möglicherweise handelt es sich um einen Bau im spätgotischen Stil aus dem 14. Jahrhundert, was sich aus dem Bossenwerk und dem halbrunden Bogen des Eingangs ableiten lässt, der mit dem Wappen der Familie Sande verziert ist. |      |
| Freixo Brücke                             | Dieser Bau ermöglichte die Überquerung des Flusses Arnoia mit einer Nebenstraße der Vía Nova (Via XVIII der Reiseroute von Antoninus), die von Aquis Querquennis nach Lucus Augusti, dem heutigen Lugo führte. Seine römische Errichtung wurde in den sechziger Jahren anerkannt, seitdem wurden fortlaufend Presseartikel und archäologische und technische Berichte veröffentlicht, die seinen schlechten Erhaltungszustand anprangerten. Die Aufgabe der Brücke als Verkehrsweg war zum Teil darauf zurückzuführen, dass einige Meter flussabwärts eine modernere Brücke gebaut wurde. Nach seiner Erklärung zum historisch-künstlerischen Denkmal im Jahr 1984 wurde es im folgenden Jahr in das „Inventar der historischen Brücken Galiciens“ aufgenommen. |      |

## Wirtschaft
Bezüglich ihrer wirtschaftlichen Situation ist die starke Migration von vor einigen Jahren wichtig, die noch immer anhält. Im Jahr 1950 erreichte die Gemeinde einen Höchststand von fast neuntausend Einwohnern. Seitdem wurden die Abgänge fortgesetzt, aber es entstehen immer mehr tägliche Bewegungen von Arbeitern, die vorzugsweise im Dienstleistungssektor der Provinzhauptstadt Ourense arbeiten.
Cartelle ist eine der Gemeinden mit der größten Flächenkonzentration in der Region. Dies erklärt die Existenz einer weiter entwickelten Viehzucht und mit den größten landwirtschaftlichen Betrieben.
Im Übrigen vervollständigen einige Bauunternehmen und die Nutzung von Waldressourcen das sozioökonomische Panorama der Gemeinde. Sie hat ein reichlich vorhandenes Gemeindewaldgebiet, Couto do Castro, das einer intensiven Wiederaufforstung zugeführt wurde.
| Ackerbau, Viehzucht und Fischerei                                                  | 035 | 04,69  |
| Industrie                                                                          | 119 | 015,95 |
| Bauwirtschaft                                                                      | 077 | 010,32 |
| Dienstleistungsbetriebe                                                            | 515 | 069,03 |
| Total                                                                              | 746 | 100,00 |
| * Daten aus dem Statistischen Amt für Wirtschaftliche Entwicklung in Galicien, IGE |     |        |

## Verkehr
Die Gemeinde liegt fernab von Fernverkehrsstraßen. Land- und Provinzstraßen sorgen für die Anbindung an die Nachbargemeinden.